# Disulfure de thiurame

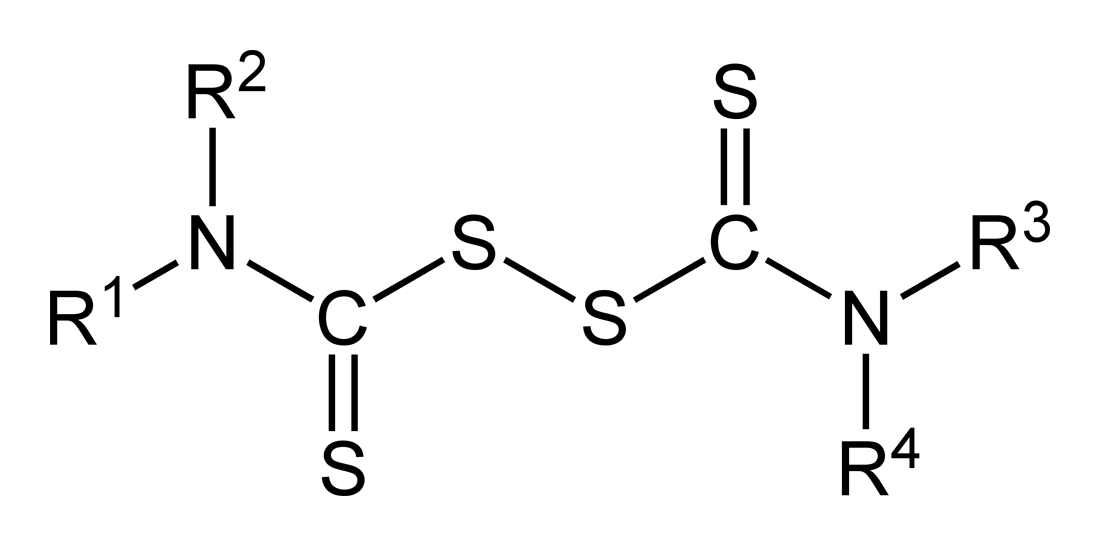
Structure générique des disulfures de thiurame.

Les disulfures de thiurame sont une série de composés organosulfurés caractérisés par la présence du motif >N–CS–S–S–CS–N< entre groupes organiques. Ils font partie de la famille des thiurames, lesquels peuvent comporter une chaîne de plus de deux atomes de soufre. Ce sont généralement des solides blancs ou jaune pâle solubles dans les solvants organiques.
Ces composés présentent des sous-unités dithiocarbamate planes qui sont liées par une liaison S–S d'environ 200 pm. La liaison N–CS est courte, d'environ 133 pm. L'angle dièdre entre les deux sous-unités dithiocarbamate approche 90°.
Il existe une très grande variété de disulfures de thiurame, les plus connus ayant des substituants méthyle ou éthyle. Il s'agit de disulfures obtenus par oxydation des dithiocarbamates, caractérisés quant à eux par la présence du motif >N–CS–S–. Ces composés sont utilisés dans la vulcanisation des caoutchoucs ainsi que comme pesticides et comme médicaments.

## Réactions
Leur préparation fait intervenir les sels des dithiocarbamates correspondants, comme le diéthyldithiocarbamate de sodium (CH3CH2)2NCSSNa. Le chlore Cl2 et le peroxyde d'hydrogène H2O2 sont les oxydants généralement utilisés :
2 R2NCSSNa + Cl2 → R2NCS–S–S–SCNR2 + 2 NaCl.
Les disulfures de thiurame sont des oxydants faibles. Ils peuvent être réduits en dithiocarbamates. Le traitement des disulfures de thiurame par la triphénylphosphine P(C6H5)3 ou des sels de cyanure donne le sulfure de thiurame correspondant :
(CH3)2NCS–S–S–SCN(CH3)2 + P(C6H5)3 → (CH3)2NCS–S–SCN(CH3)2 + SP(C6H5)3.
Les disulfures de thiurame réagissent avec les organomagnésiens pour donner des esters d'acide dithiocarbamique, comme lors de la conversion du thirame (CH3)2NCSS–SSCN(CH3)2 en diméthyldithiocarbamate de méthyle (CH3)2NCSSCH3 :
(CH3)2NCS–S–S–SCN(CH3)2 + CH3MgX → (CH3)2NCSSCH3 + (CH3)2NCSSMgX.

## Utilisations
Le thirame, ou disulfure de tétraméthylthiurame, est un fongicide largement employé. le disulfirame, ou disulfure de tétraéthylthiurame, est utilisé comme traitement contre l'alcoolisme en accroissant la sensibilité à l'éthanol par inhibition de l'acétaldéhyde déshydrogénase, d'où accumulation d'acétaldéhyde CH3CHO dans le sang et sensation de gueule de bois.
Les disulfures de thiurame sont régulièrement identifiés comme allergènes significatifs.